# Корисні копалини Білорусі

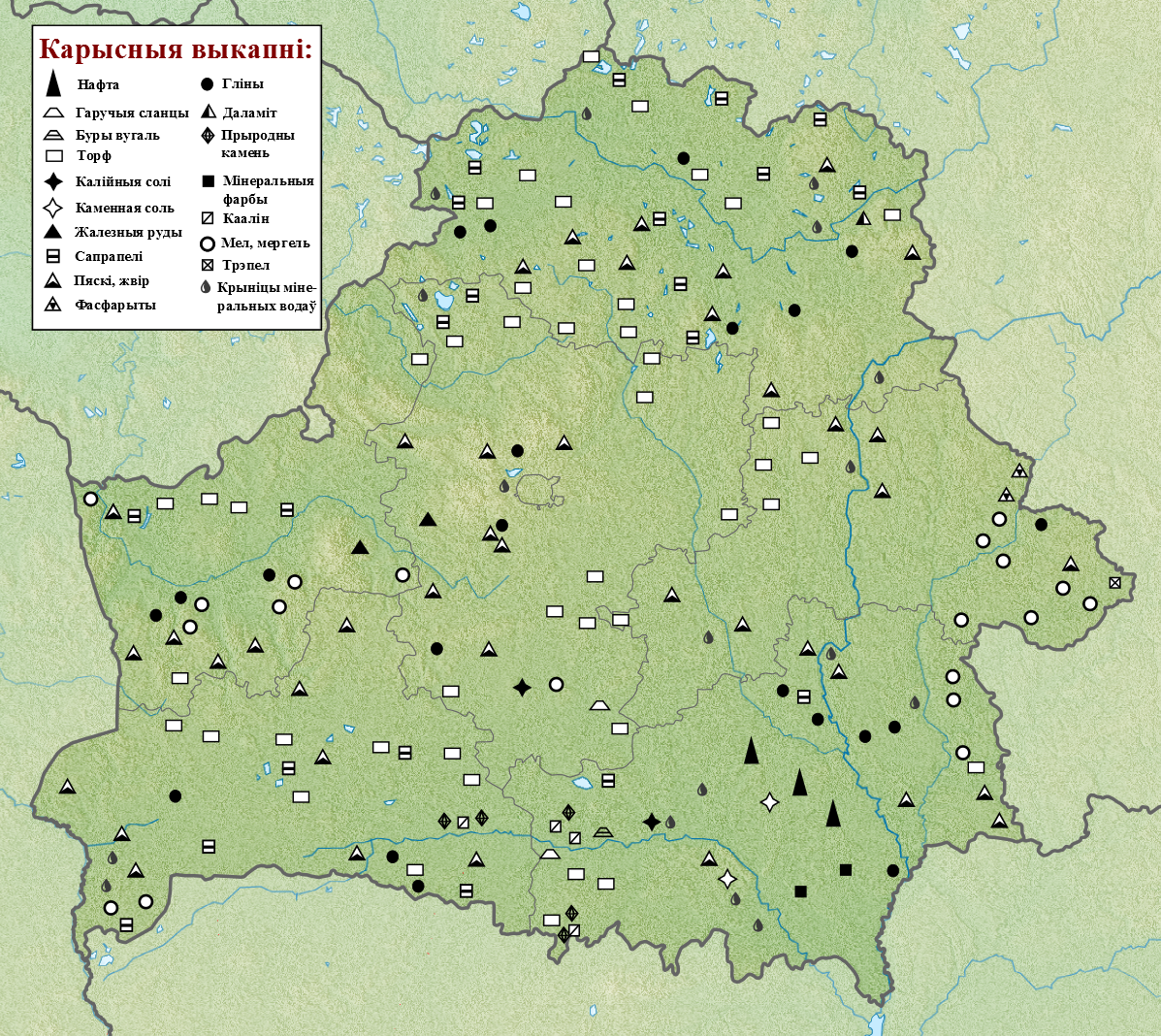
Карта. Корисні копалини Білорусі.

У надрах Білорусі станом на 2000 рік виявлено понад 4 тисячі родовищ мінеральної сировини. Найважливіші корисні копалини Білорусі — калійна і кам'яна солі, нафта, нерудні будівельні матеріали, торф (див. таблицю). Розвідані запаси мінерально-сировинних ресурсів дозволяють повністю забезпечити перспективні потреби країни в калійних і кам'яних солях, вапняковій і цементній сировині, тугоплавких і керамічних глинах, будівельних і формівних пісках, піщано-гравійному матеріалі, будівельному камені, прісних і мінеральних підземних водах. Незабезпечені потреби в паливно-енергетичних ресурсах, хоча республіка має в своєму розпорядженні деякі запаси нафти, попутного газу, торфу, бурого вугілля, горючих сланців. 132 родовища корисних копалин, в тому числі 59 розроблюваних потрапило в зону радіоактивного зараження після Чорнобильської катастрофи.

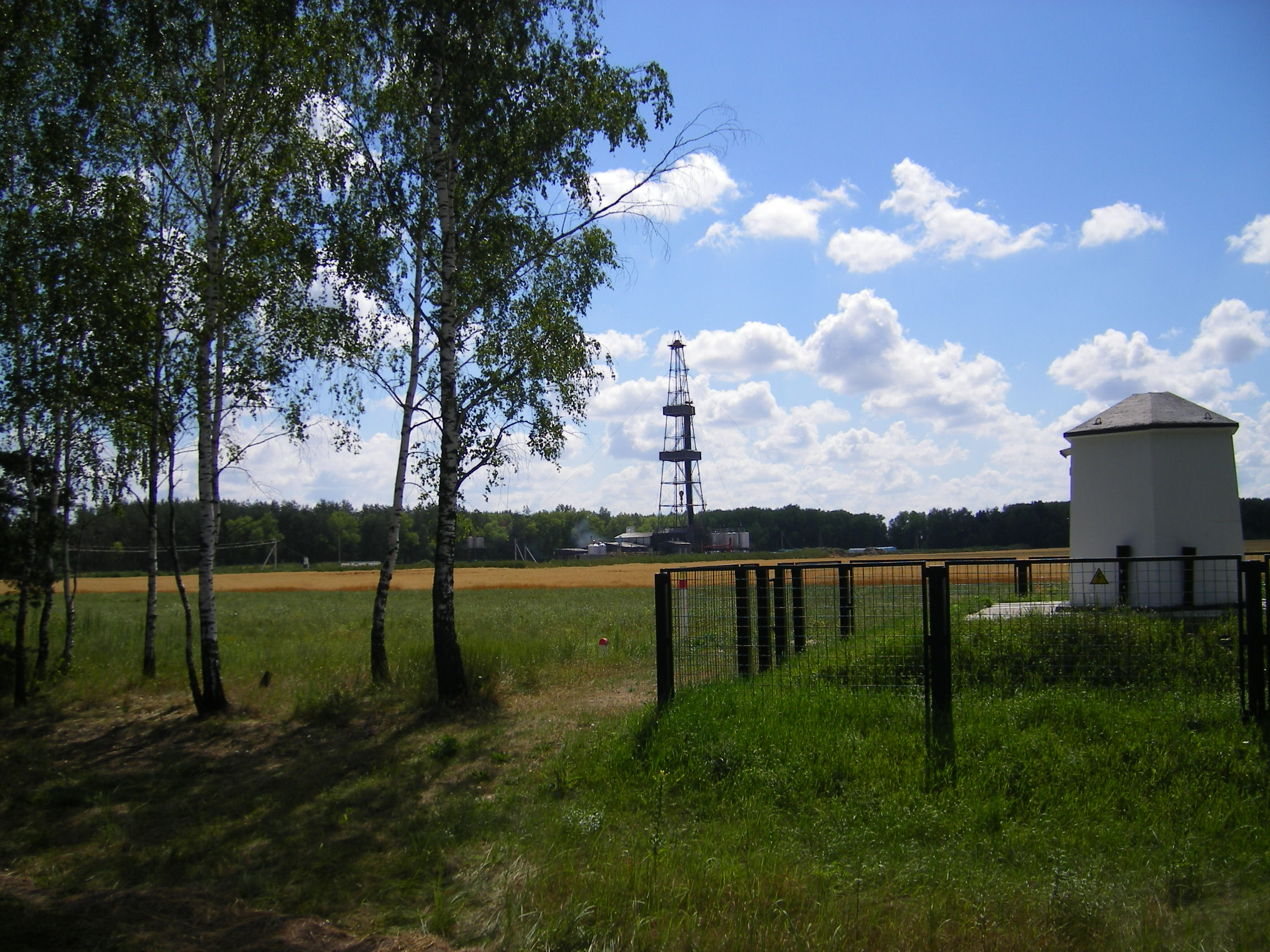
Видобуток нафти. Річицький район.

| Корисні копалини                            | Запаси       | Запаси   | Вміст корисного компоненту в рудах, % | Частка у світі, % |
| Корисні копалини                            | Підтверджені | Загальні | Вміст корисного компоненту в рудах, % | Частка у світі, % |
| ------------------------------------------- | ------------ | -------- | ------------------------------------- | ----------------- |
| Калійні солі, млн. т (в перерахунку на К2О) | 310          | 520      | 16 (К2О)                              | 4,1               |
| Нафта, млн т                                | 71           |          |                                       | 0,1               |
| Природний горючий газ, млрд. м³             | 10           |          |                                       |                   |
| Вугілля, млн т                              | 99           | 110      |                                       |                   |

## Нафтаіприродний газ
Перший промисловий поклад нафти відкритий у 1964 році. Достовірно підраховані запаси нафти в надрах Білорусі оцінюються в 71,7 млн тонн, ресурси — 166,3 млн тонн (1999). На 2002 рік ресурси нафти в країні — 190 млн т (за даними Mining Annual Review 2002). Цього достатньо для забезпечення нафтовидобутку на рівні 1,8−2,0 млн т/рік протягом 30 років.
За даними білоруських джерел початкові ресурси нафти в країні станом на 2000 рік становлять 338,3 млн т. У промислові категорії переведено порядку 52 % зазначених ресурсів. Відкрито 60 родовищ нафти, з них 38 розробляються, 13 розвідуються і 9 законсервовано. Глибина залягання розвіданих покладів 1,6-4,6 км.
Родовища нафти і газу в основному розташовані в північній частині Прип'ятського прогину. У його межах виявлені промислові нафтоносні зони: Речицько-Вішанська, Малодушинська, Першотравнева та інші. Нафтоперспективна площа перевищує 27 тис. км². Нафта приурочена до підсолевих, міжсолевих та верхньосолевих відкладів верхнього девону. Поклади її багатопластові, масивні, склепінчасті. Продуктивні відклади перекриваються соленосними товщами. Нафти мало- і високосірчисті, парафінові, смолисті. Невеликі запаси високоякісної нафти виявлені в Гомельській області. Газ добувається попутно.
За деякими даними є перспектива відкриття газогідратних родовищ 

## Вугілля
У Білорусі є невеликі запаси бурого вугілля в районі Прип'ятського прогину. Встановлені три стратиграфічні рівні вугленосності: неогеновий, юрський і карбоновий. Неогенове вугілля залягає на глибині 20-80 м, юрське 100—300 м, карбонове понад 300 м. Прогнозні ресурси вугілля неогену — 533,8 млн. т, юри — 523 млн т, карбону — 294 млн т. Найбільш вивчене неогенове вугілля трьох родовищ — Житковицького, Бриневського й Тонезького — із загальними запасами 152 млн т. Житковицьке родовище представлене 4 вугільними пластами сумарною потужністю до 15,6 м, глибиною залягання 50 м, загальні запаси 92,3 млн т. Тут детально розвідані й підготовлені для промислового освоєння два поклади із загальними запасами 46,7 млн т, що дозволяє проектувати будівництво розрізу потужністю в 2 млн т. Два інших родовища розвідані тільки попередньо. Бриневське родовище представлене вугільним пластом потужністю до 20 м, глибиною залягання до 90 м, запаси 40 млн т. За оцінками фахівців промислові запаси бурого вугілля можна довести до 150—200 млн т, що дозволить створити на їх базі потужності з видобутку 4—5 млн т на рік і практично вирішити проблему недостачі побутового палива.
Торф займає провідне місце серед горючих корисних копалин Білорусі (Полісся). Відомо до 7 тис. родовищ загальної площі 2,5 млн. га, запаси торфу 3 млрд. т (2000 рік). Із них доступними для розробки є бл. 588 млн т (інші знаходяться в межах природоохоронних зон або входять до складу земельного фонду). Переважають дрібні (за запасами) родовища. Потужність торфових покладів іноді досягає 11 метрів. Торф (39 видів) осоковий, гіпновий, деревно-очеретяний, сфагновий, комплексний, верховий, пушицевий та ін. Його вологість сягає до 94 %, зольність 1,4-15 %, теплота згорання до 13 МДж/кг.

## Горючі сланці
Родовища горючих сланців (райони Прип'ятського прогину і Оршанської западини) приурочені до відкладів верх. девону. Потужність пластів до 4 м, глибина залягання 70-550 м, зольність до 87 %, теплота згорання 9,6 МДж/кг.
У відкладах надсолевого девону Прип'ятського прогину горючі сланці утворюють великий сланцевий басейн з прогнозними ресурсами понад 10 млрд тонн (2000 рік). Його площа перевищує 20 тис. км². Глибина залягання сланців 60—600 м, потужність пластів 0,5—3 м. Виявлено два родовища: Любанське і Туровське. Більш вивчене Туровське родовище, в межах якого попередньо розвідане перше шахтне поле із запасами 697 млн тонн. Зольність сланців висока (75 % і більше), теплота згоряння низька (4,19—5,5 кДж/кг). Тому вони вимагають попередньої термічної переробки, внаслідок якої можна отримати рідке (вихід 5,5 %) і газоподібне (вихід 5,9 %) паливо. Однак вартість отриманих продуктів поки що не компенсує витрат на видобуток і переробку сланців з урахуванням охорони довкілля.

## Сапропель
Сапропелеві відклади розвинені в озерах Білорусі і під торфовими покладами. Середня потужність відкладів 3 м, загальні запаси 1,1 млрд тонн. Їх загальні ресурси становлять 4 млрд тонн. Родовища сапропелів представлені органічними кремнеземними і карбонатними сапропелями, іноді перекритими торфовищами. Використовуються як органо-мінеральні добрива.

## Залізні руди
Родовища залізних руд (Новоселківське, Околовське) приурочені до докембрійських порід Білоруського кристалічного масиву, а саме — фундаменту Білоруської антеклізи, де є магматичні та метаморфічні залізняки. Перші пов'язані з інтрузіями габро-норитів і представлені ільменіт-магнетитовими рудами, другі — магнетитовими кварцитами. Найбільш вивченим і значним за запасами є Околовське родовище залізистих кварцитів. Родовище представлене рудною зоною (довжина 10 км, потужність до 140 м), складеною рудними тілами залізистих кварцитів потужністю до 35 м. Запаси родовища 530 млн т до глибини 700 м. Вміст заліза в рудах низький — в середньому 30 %, руди добре збагачуються. При річній продуктивності рудника в 14 млн т з руди можна отримувати по 3,5 млн т магнетитового концентрату щорічно протягом 30 років. Від глибини 250 м в рудах відмічаються промислові концентрації Fe. Новоселківське родовище представлене рудною зоною (довжина 1200 м, потужність до 180 м), складеною п'ятьма рудними тілами (потужність до 27 м), що залягають на глибині 150 м. Руди ільменіт-магнетитові, середній вміст Fe 35,7 %. Запаси залізних руд (до глибини 700 м) — 48 млн т.

## Алюмінієваісодовасировина
На території Прип'ятського прогину виявлені поклади давсонітових руд, що містять глинозем і соду — комплексну сировину для отримання алюмінію і кальцинованої соди. Глибина залягання рудних тіл 240—952 м. Раціональним методом їх видобутку є підземне вилуговування.

## Рідкісні метали
У породах кристалічного фундаменту Білорусі є родовище рідкісноземельно-берилієвих руд. За умовами залягання рудні тіла доступні для відкритої розробки. Руди цього родовища можуть служити сировиною для виробництва берилію і рідкісноземельних елементів ітрієвої групи, а породи скельного розкриву та міжрудні прошарки — для виробництва мінеральних волокон і щебеню.
Гірничохімічна сировина на території Білорусі представлена калійними і кам'яними солями (Старобінське, Петриківське, Мозирське, Давидовське родовища), фосфоритами (родовища Мстиславль, Лобковичі) приуроченими до Прип'ятського прогину. Дві товщі пізньодевонської доби (фаменська — до 3000 м, франська — до 1100 м) складені соляними горизонтами потужністю від 1 до 40 м. Пласти кам'яної солі складені прошарками ґаліту і карбонатно-глинисто-ангідритовою породою. Запаси калійних солей 7,8 млрд. тонн.

## Калійні солі
За запасами калійних солей Білорусь і Німеччина займають перші позиції в Європі. Найбільші та детально розвідані родов. калійних солей Б.: Старобінське та Петриківське, Прип'ятський калієносний басейн. Їх загальні запаси становлять 6903,5 млн т сирої солі, або 1216,5 млн т оксиду калію (2000 р). На Старобінському родов. встановлено чотири горизонти калійних солей, представлених сильвінітом потужністю 2,5-21 м. Глибина залягання покрівлі горизонтів від 350 (перший горизонт) до 950 м (четвертий горизонт). Вміст хлористого калію в сильвініті другого горизонту звичайний 25-33 % при кількості хлористого магнію 0,14 % і незначному вмісті нерозчинного залишку. Третій горизонт менш багатий хлористим калієм (20-22 %), більш забруднений глинистим матеріалом, в зв'язку з чим середній вміст нерозчинного залишку становить 6,5 %. Середній вміст хлористого магнію по горизонту 0,6 %.
На Петриківському родовищі промислове значення має лише один пласт сильвініт-карналіт-ґалітового складу потужністю 4.8-7.5 м, що залягає на глибині від 500 до 1400 м.
У Білорусі є великі перспективи подальшого нарощування промислових запасів калійних солей, причому з багатшим вмістом хлористого калію, ніж в рудах Старобінського родовища.

## Кухонна сіль
Сіль кухонна. Білорусь має в своєму розпорядженні дуже великі запаси кухонної солі, зосереджені в Прип'ятському прогині. Соленосними є відклади верхнього девону, які утворюють дві товщі (нижня потужністю до 1,5 км, верхня — понад 3,5 км) і залягають на площі понад 25 тис. км². Тільки на Старобінському, Давидовському і Мозирському родовищах розвідано понад 22 млрд т кухонної солі.

## Фосфорити
Фосфорити на тер. Б. (ресурси 400 млн т) приурочені до крейдових, палеогенових, четвертинних порід. У межах території Білорусі виділено два фосфоритоносних басейни — Сожський на сході і Прип'ятський на півдні. Сожський бас. включає два попередньо розвіданих родовища: Мстиславль і Лобковичі (пласти фосфоритів 1-3 м, глибина залягання 7,5-77 м, вміст P2O5 6,3-9,5 %, прогнозні запаси на 2000 р. оцінюють в 30 млн т), а також ряд перспективних площ. У межах Прип'ятського фосфоритоносного басейну виявлено Брестський фосфоритоносний район. Загальні прогнозні ресурси фосфорного ангідриду цього басейну оцінюються в 52,9 млн т. Тут виявлене Оріхівське родов. жовнових фосфоритів з ресурсами фосфорного ангідриду 13,6 млн т. Але низький вміст фосфорного ангідриду в руді (6-7 %), велика потужність розкриву, складні гірничотехнічні і гідрогеологічні умови родовищ, рівень сучасної техніки і технології видобутку та переробки руд не дають можливості рекомендувати до промислового освоєння Оріхівське родовище. Перспективи виявлення нових родовищ є в межах Прип'ятського фосфоритоносного басейну.

## Нерудні будматеріали
Нерудні буд. м-ли представлені родов. будівельного та облицювального каменю, крейдовими породами, глинами і суглинками, буд. і скляними пісками. Будівельні (запаси 457 млн м³) і облицювальні (запаси 4,6 млн м³) камені (родов. Мікашевичі, Глушковичі та ін.) приурочені до виходів докембрійських порід (граніти, ґранодіорити) на півдні Б. Доломіти (запаси 437,8 млн т) є на півночі Б. Поклади доломіту мають широкий розвиток серед відкладів верхнього девону півн.-сходу Білорусі в Оршанській западині. Тут розвідане велике родовище Руба з промисловими запасами понад 750 млн т. Доломіти залягають на глибинах 8-45 м. Розвідана потужність їх становить 15-45 м. Вміст вуглекислих кальцію і магнію в доломіті в сумі становить 85-99,5 %. Родов. крейдових порід з запасами 3679 млн т (крейда, мергелі) є в Гродненській, Могильовській, Брестській та ін. обл. Родов. цегельних глин і суглинків, вогнетривких глин з запасами 587 млн м³ розташовані в Вітебській, Гомельській, Гродненській, Мінській обл. Родов. піщано-гравійного матеріалу з запасами 815 млн м³ розташовані в центрі Б. Родов. будівельних та силікатних пісків з запасами 612 млн м³ — по всій тер. країни. Родов. скляних (кварцових) пісків неогенової доби з запасами 44 млн т розташовані на півдні Б., родов. формувальних пісків з запасами 337 млн т — в долині р. Прип'ять, а також на першій надпойменій терасі Дніпра.

## Трепели
Поклади цеолітвмісних трепелів, доступних для відкритої розробки, поширені на сході Білорусі, де є попередньо розвідані родовища Дружба із запасами 80,7 млн т і Стальне із запасами 133,7 млн т, сировина яких придатна до використання як активних мінеральних добавок для виробництва цементу. Цеолітвмісні силіцити (трепели, опоки, кремнеземисті мергелі) — це новий вид к.к. властивості якої визначаються підвищеним (до 50 % і більше) вмістом мінералів кремнезему і домішкою (до 10-15, іноді до 25-30 %) цеолітів. Ці породи мають добру сорбційну здатність і гідравлічну активність. Вони є високоякісними добавками для портландцементного клінкера, фільтрувальних матеріалів для очистки харчових продуктів і відпрацьованих масел, придатні для виготовлення легковагової вогнетривкої цегли, мінеральних і пеносилікатних виробів. У природному вигляді білоруські силіцити можуть застосовуватися для очищення природних газів, шкідливих промислових викидів і стічних вод; вони здатні замінити штучні сорбенти і каталізатори крекінгу нафти і очищення нафтопродуктів. Вони можуть також знайти широке застосування в сільському господарстві як фіксатор вологи, добавки, що поліпшують структуру ґрунту, а також підвищуюють ефективність вапнякових, азотних, калійних і фосфорних мінеральних добрив.
У Білорусі є потенційна сировинна база для виробництва каоліну, бентонітових глин, графіту, бурштину та інш.
Є припущення, що в надрах Бєларусі є алмази [Mining Annual Review 2002]. На території Білорусі відомо 40 кімберлітових трубок, на полі однієї з яких був знайдений алмаз масою 0,2 карата.

## Прісні і мінеральніпідземні води
Мінеральні джерела на тер. Б. в основному приурочені до виходів архею, верх. протерозою, середнього девону. Води сульфатні, кальцієві, натрієві, хлоридні, бромойодні та ін.
Ресурси прісних підземних вод оцінюються по території республіки в 49,6 млн м³/добу. Розвідане 246 родов. із загальними запасами 5974,7 тис. м³/добу. В республіці для господарсько-питного водопостачання використовується значна кількість води з поверхневих джерел.
На території республіки поширені мінеральні води, приурочені до відкладів осадового чохла і кристалічного фундаменту. Розвідане 58 джерело мінеральних вод із загальними запасами 14320,8 м3/добу. Поширені сульфатні, змішані сульфатно-хлоридні і хлоридно-сульфатні, а також хлоридні води. Високомінералізовані води (розсоли) відкладів Прип'ятського прогину розглядаються як сировина для отримання брому, йоду і рідкісних металів. Такі води мають також високі лікувальні властивості.

## Історія освоєння природних ресурсів
Див. Історія освоєння мінеральних ресурсів Білорусі
Видобуток високоякісного кременю з поверхні землі на території Б. почався з пізнього палеоліту. В епоху неоліту тут був розвинений широкомасштабний видобуток кременю. Об'єктами розробок були конкреції кременю, що залягали в крейді у вигляді ланцюжків, рідше у вигляді розкиданих скупчень. Загальна кількість шахт сягала кількох тисяч (глиб. до 6 м, діаметр верхньої частини 1,5-1,6 м, нижньої — 0,8 м). Зустрічались одиничні виробки у вигляді колодязів. В епоху неоліту також почався видобуток глин. З сер. І тис. до н. е. почався видобуток заліза з болотних, дернових та озерних зал. руд. Виплавляли залізо сиродутним способом — у примітивних домницях-руднях. З нерудних к.к. видобувалися глини, пісок, вапняки. З сер. XVIII ст. на базі болотних зал. руд виникли залізорудні мануфактури (Малоритська та Вишневська), які в 1794 р. були перебудовані в металургійні заводи. На початку XIX ст. створюються крупні металургійні комбінати (наприклад, Налибокський) і чавуноливарні заводи (Старинковський, Борисовщинський). До 1870 р. майже всі підприємства в цьому регіоні припинили свою діяльність через вичерпання болотних залізних руд. У 1924 р. при СНХ БРСР створюється Гірничий відділ, на базі якого організований Білоруський геол.-розвідувальний трест (1930 р.). У 1929 р. поблизу Мінська пробурена перша глибинна свердловина (354 м). В складі АН БРСР був організований Інститут геології і гідрогеології. До 1940 р. на території Б. було виявлено понад 500 родовищ нерудної сировини, десятки крупних родовищ торфу. В 50-60-і рр. ХХ ст. відкриті родовища калійних солей, нафти, вугілля та інших корисних копалин.